# Nummer 1-hits in de Billboard Hot 100 in 1986
Deze hits stonden in 1986 op nummer 1 in de Billboard Hot 100.
| Datum        | Artiest                          | Titel                                     |
| ------------ | -------------------------------- | ----------------------------------------- |
| 4 januari    | Lionel Richie                    | Say you, say me                           |
| 11 januari   | Lionel Richie                    | Say you, say me                           |
| 18 januari   | Dionne & Friends                 | That's what friends are for               |
| 25 januari   | Dionne & Friends                 | That's what friends are for               |
| 1 februari   | Dionne & Friends                 | That's what friends are for               |
| 8 februari   | Dionne & Friends                 | That's what friends are for               |
| 15 februari  | Whitney Houston                  | How will I know                           |
| 22 februari  | Whitney Houston                  | How will I know                           |
| 1 maart      | Mr. Mister                       | Kyrie                                     |
| 8 maart      | Mr. Mister                       | Kyrie                                     |
| 15 maart     | Starship                         | Sara                                      |
| 22 maart     | Heart                            | These dreams                              |
| 29 maart     | Falco                            | Rock me Amadeus                           |
| 5 april      | Falco                            | Rock me Amadeus                           |
| 12 april     | Falco                            | Rock me Amadeus                           |
| 19 april     | Prince                           | Kiss                                      |
| 26 april     | Prince                           | Kiss                                      |
| 3 mei        | Robert Palmer                    | Addicted to love                          |
| 10 mei       | Pet Shop Boys                    | West End girls                            |
| 17 mei       | Whitney Houston                  | Greatest love of all                      |
| 24 mei       | Whitney Houston                  | Greatest love of all                      |
| 31 mei       | Whitney Houston                  | Greatest love of all                      |
| 7 juni       | Madonna                          | Live to tell                              |
| 14 juni      | Patti LaBelle & Michael McDonald | On my own                                 |
| 21 juni      | Patti LaBelle & Michael McDonald | On my own                                 |
| 28 juni      | Patti LaBelle & Michael McDonald | On my own                                 |
| 5 juli       | Billy Ocean                      | There'll be sad songs (to make you cry)'' |
| 12 juli      | Simply Red                       | Holding back the years                    |
| 19 juli      | Genesis                          | Invisible touch                           |
| 26 juli      | Peter Gabriel                    | Sledgehammer                              |
| 2 augustus   | Peter Cetera                     | Glory of love                             |
| 9 augustus   | Peter Cetera                     | Glory of love                             |
| 16 augustus  | Madonna                          | Papa don't preach                         |
| 23 augustus  | Madonna                          | Papa don't preach                         |
| 30 augustus  | Steve Winwood                    | Higher love                               |
| 6 september  | Bananarama                       | Venus                                     |
| 13 september | Berlin                           | Take my breath away                       |
| 20 september | Huey Lewis & the News            | Stuck with you                            |
| 27 september | Huey Lewis & the News            | Stuck with you                            |
| 4 oktober    | Huey Lewis & the News            | Stuck with you                            |
| 11 oktober   | Janet Jackson                    | When I Think of You                       |
| 18 oktober   | Janet Jackson                    | When I think of you                       |
| 25 oktober   | Cyndi Lauper                     | True colors                               |
| 1 november   | Cyndi Lauper                     | True colors                               |
| 8 november   | Boston                           | Amanda                                    |
| 15 november  | Boston                           | Amanda                                    |
| 22 november  | Human League                     | Human                                     |
| 29 november  | Bon Jovi                         | You give love a bad name                  |
| 6 december   | Peter Cetera & Amy Grant         | The next time I fall                      |
| 13 december  | Bruce Hornsby & the Range        | The way it is                             |
| 20 december  | Bangles                          | Walk like an Egyptian                     |
| 27 december  | Bangles                          | Walk like an Egyptian                     |

1940 ·
1941 · 
1942 ·
1943 ·
1944 ·
1945 ·
1946 ·
1947 ·
1948 ·
1949 ·
1950 ·
1951 ·
1952 ·
1953 ·
1954 ·
1955 ·
1956 ·
1957 ·
1958 ·
1959 ·
1960 ·
1961 ·
1962 ·
1963 ·
1964 ·
1965 ·
1966 ·
1967 ·
1968 ·
1969 ·
1970 ·
1971 ·
1972 ·
1973 ·
1974 ·
1975 ·
1976 ·
1977 ·
1978 ·
1979 ·
1980 ·
1981 ·
1982 ·
1983 ·
1984 ·
1985 ·
1986 ·
1987 ·
1988 ·
1989 ·
1990 ·
1991 ·
1992 ·
1993 ·
1994 ·
1995 ·
1996 ·
1997 ·
1998 ·
1999 ·
2000 ·
2001 ·
2002 ·
2003 ·
2004 ·
2005 ·
2006 ·
2007 ·
2008 ·
2009 ·
2010 ·
2011 ·
2012 ·
2013 ·
2014 ·
2015 ·
2016 ·
2017 ·
2018 ·
2019 ·
2020 ·
2021 ·
2022 ·
2023
- Nederland (Top 40)
- Nederland (Single Top 100)
- Nederland (Verrukkelijke 15)
- Vlaanderen (Radio 2 Top 30)
- Duitsland
- Frankrijk
- Italië
- Verenigd Koninkrijk
- Verenigde Staten (Hot 100)